# Gesso (roccia)
Tra le rocce sedimentarie di origine chimica, appartenente alla classe delle evaporiti, vi sono quelle gessose, formate prevalentemente dall'omonimo minerale, depostosi sotto forma di solfato di calcio biidrato (CaSO4 · 2H2O), quasi sempre in strati di spessore da decimetrico a metrico, con talvolta intercalazioni di piccoli livelli di argilla e o di marna.

## Giacitura

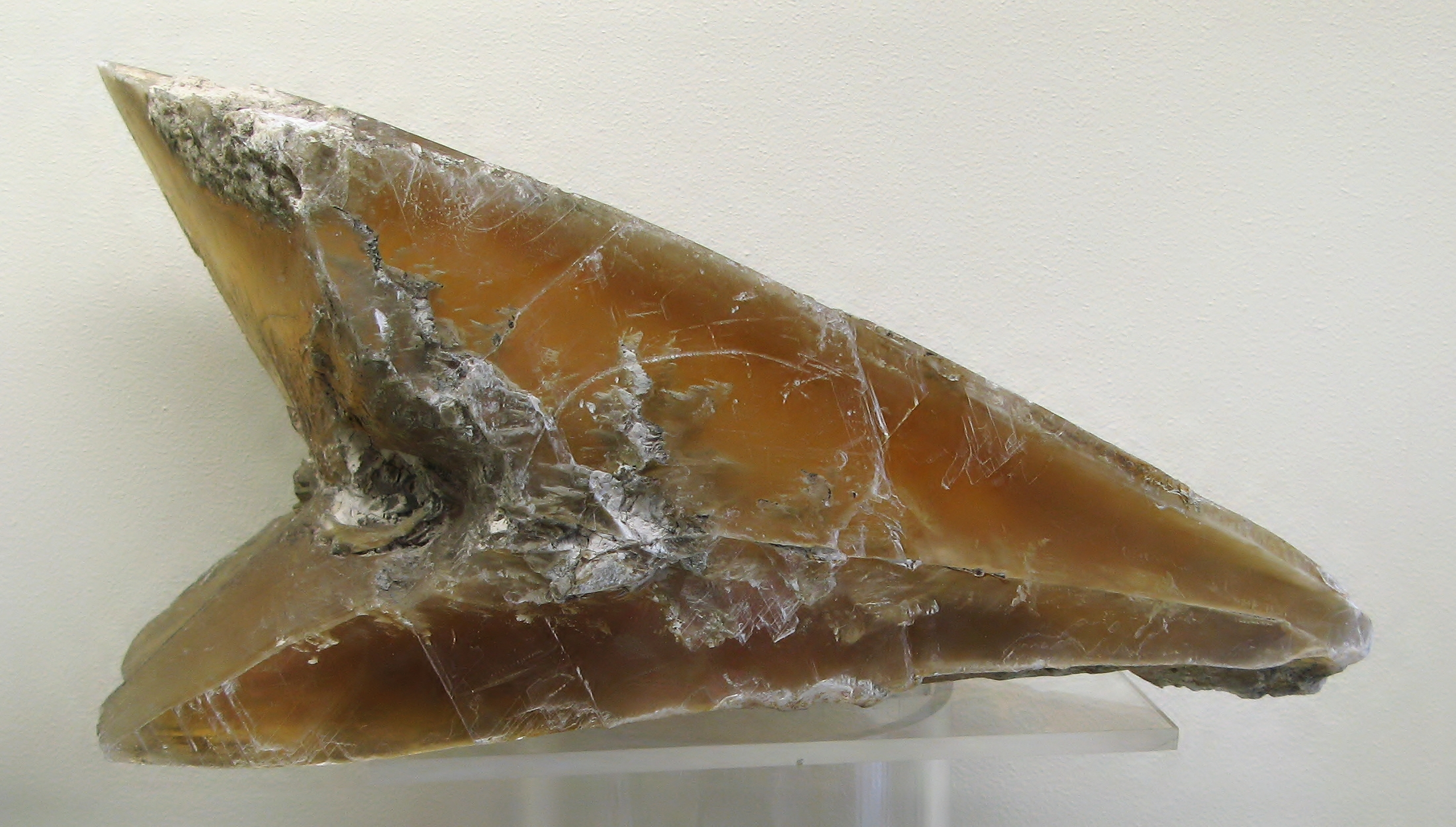
Grosso cristallo geminato a ferro di lancia

Queste rocce di gesso si presentano solitamente in formazioni stratificate con inserti di argille, spesso caratterizzate dalla presenza di cristalli grossolani, trasparenti e talvolta geminati a ferro di lancia.
Le varietà più pregiate di questa litologia, sono utilizzate con materiale lapideo ornamentale ed è chiamata selenite, in riferimento al colore biancastro che ricorda quello lunare.
Un'altra varietà di queste rocce è l'alabastro gessoso, detto anche orientale, costituito da gesso compatto, microcristallino, di colore bianco-avorio, giallo chiaro o anche verdino, di facile lavorabilità.

## Distribuzione
Numerose sono le località nel mondo con affioramenti di rocce sedimentarie associate a depositi di gesso. I maggiori depositi sono associati a rocce del Permiano e del Trias, in Germania. Risalenti al Terziario, invece, in Francia (bacino di Parigi) e in Italia. Altri depositi gessosi di origine sedimentaria si trovano nella regione di Salisburgo, in Austria e nelle regioni di Wieliczka e Bochnia, in territorio polacco, dove si accompagnano a depositi salini. Cospicui depositi di gesso nelle formazioni del Permiano si trovano nella regione del Bachkir, in Turkmenistan. Infine, associati ad anidrite e banchi di sale in vari depositi degli USA.
In Italia gli affioramenti di rocce gessose si trovano in sedimenti triassici in Val Camonica, Val Trompia nel dominio del Sudalpino, in tutto l'Appennino ed in particolare nell'Appennino tosco-emiliano, nell'Appennino umbro-marchigiano ed in Sicilia, luoghi dove affiora la formazione gessoso-solfifera, a questa formazione sono associate anche le cave di gesso presenti in Piemonte in provincia di Asti e Torino.

## Usi

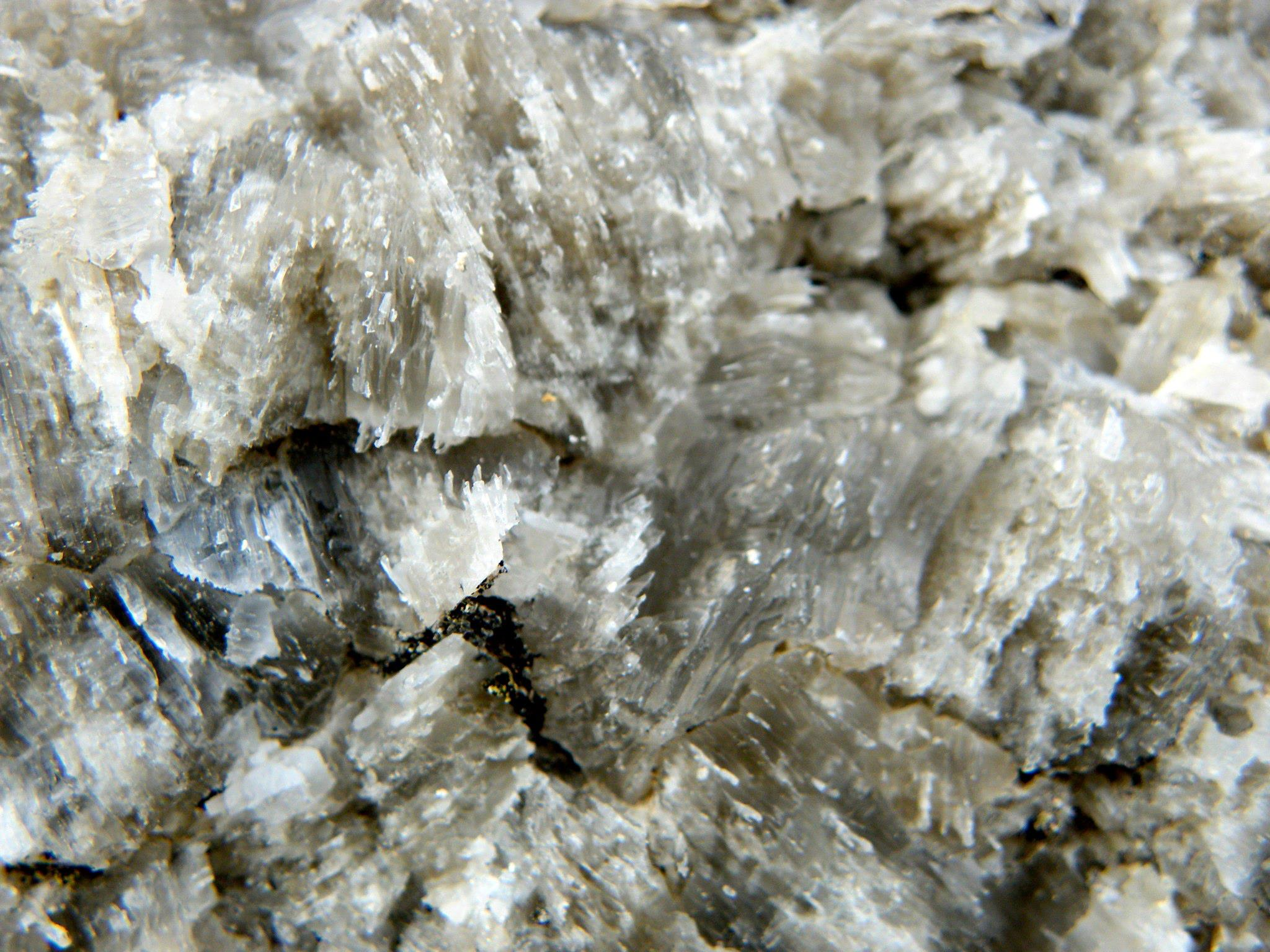
Particolare ingrandito di una superficie muraria di Gessopalena

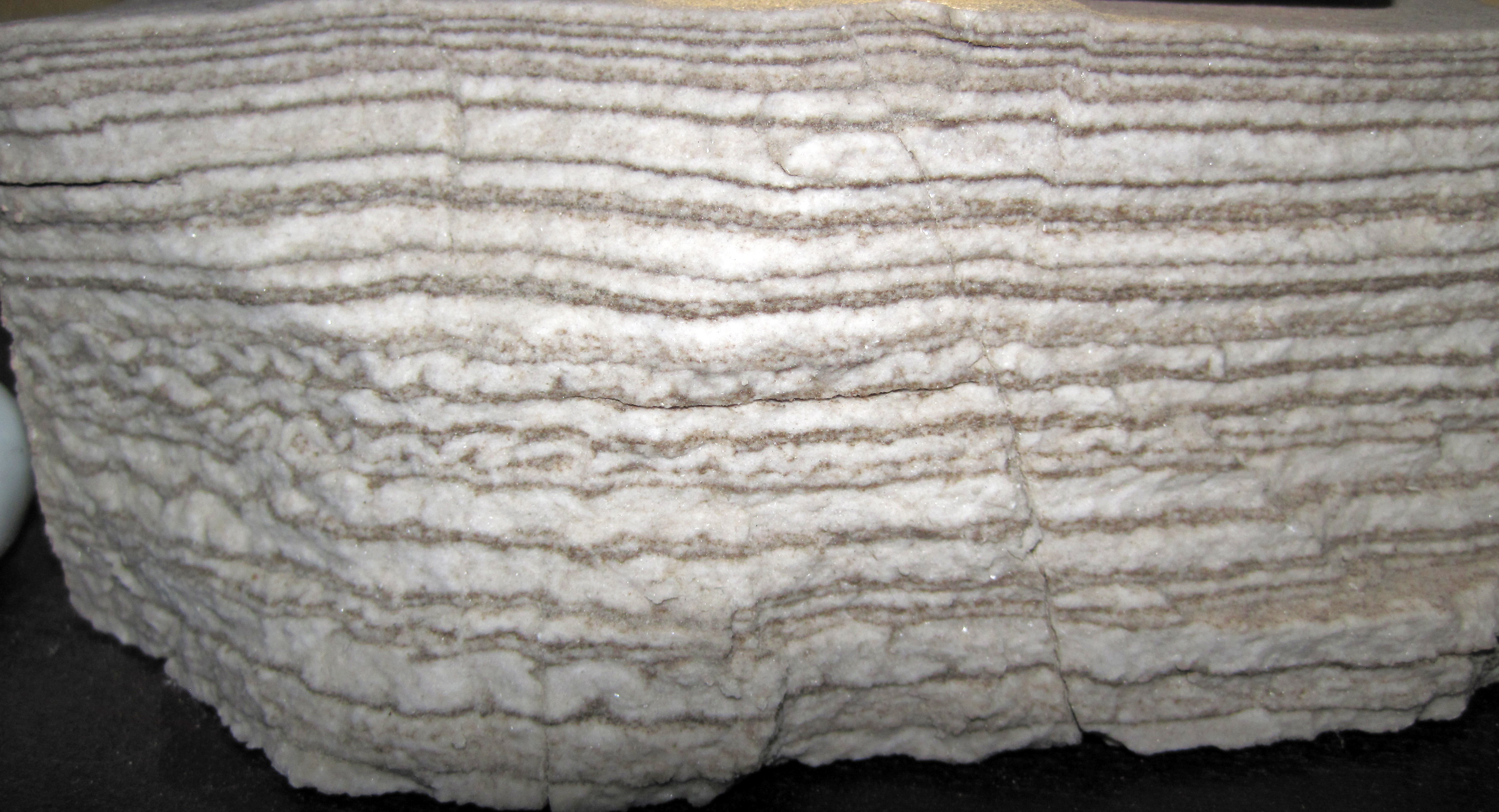
Campione di roccia (Nuovo Messico, Permiano) costituita da alternanze ritmiche di sottili lamine di gesso (biancastre) intercalate con livelli calcarei (scuri)

Industrialmente questa roccia è utilizzate in vari settori:
- Edilizia: viene impiegato in interni, data la sua deteriorabilità all'esposizione ad agenti meteorici in esterno, per la produzione di stucchi da interno. L'alabastro viene impiegato in lastre per finiture.
- Agricoltura: viene ancora utilizzato, in maniera non corretta, per l'innalzamento del pH in terreni con elevata acidità. In realtà a tale scopo vanno usati più propriamente CaCO3 (carbonato di calcio) e CaO (ossido di calcio).
- Sport: viene utilizzato negli sport che prevedono un uso delle mani come punto di presa di attrezzi o strutture fisiche (sollevamento pesi, ginnastica artistica, Arrampicata, Tiro alla fune) per prevenire gli scivolamenti. Solitamente si tratta di polveri composte da carbonato di magnesio.
- Formazione: nella scuola è estremamente diffuso l'utilizzo di lavagne (solitamente nere, ma possono essere anche verdi) come mezzo didattico per arricchire le spiegazioni o per condividere concetti e formule. Su queste lavagne si usano per scrivere i cosiddetti gessetti che altro non sono se non dei bastoncini di circa 10 cm di lunghezza composti da polvere di gesso pressata. La scrittura fatta con i gessetti può essere facilmente rimossa con uno straccio o una spugna bagnata, rendendo quindi la lavagna utilizzabile un numero infinito di volte. I gessetti sono solitamente bianchi, ma con l'aggiunta di appositi pigmenti possono essere anche colorati.
- Arte: esistono varie forme di arte che prevedono l'uso di gessetti colorati per disegni che solitamente vengono fatti su strade o marciapiedi. In Italia questo tipo di artisti sono detti "Madonnari" in quanto solitamente dipingono immagini della Madonna o di santi. Questo tipo di arte è diffusa soprattutto nell'Italia centrale e meridionale. Nei paesi anglosassoni vi sono diversi artisti che si sono specializzati in questo tipo di arte usando una tecnica particolare detta anamorfismo. Fra questi l'inglese Julian Beever, di cui sono famose le opere su pareti di edifici o marciapiedi, tali che i passanti percepiscano cavità o oggetti tridimensionali che in realtà non esistono. Un altro artista famoso per questo tipo di tecnica è l'americano Kurt Wenner.

## Siti antropici
- Il più antico villaggio neolitico della Campania, La Starza, fu fondato nel VI millennio a.C. lungo una rupe gessosa nel mezzo della valle del Miscano.[1]
- In Abruzzo un intero borgo medioevale, Gessopalena, è ricavato da un enorme affioramento di gesso.
- Sempre in Abruzzo, in provincia di Chieti c'è Gissi.  Un paese interamente realizzato in gesso,  su un imponente affioramento gessoso selenitico, (minerale di gesso cristallino). Il paese è stato per questo definito "Il Cristallo D'Abruzzo". Forse l'unico in gesso al mondo ad essere ancora abitato. Gli abitanti si chiamano: " Gissani" e sono gli eredi viventi unici dell'antica civiltà dei gessi.[senza fonte]